# مقاطعة إيريون (تكساس)
مقاطعة إيريون (بالإنجليزية: Irion  County)‏ هي إحدى المقاطعات في ولاية تكساس، الولايات المتحدة الأمريكية، يبلغ عدد سكانها 1,599 نسمة طبقا لإحصاء عام 2010 .

موقع المقاطعة في ولاية تكساس